# Liste der Baudenkmale in Bengerstorf
In der Liste der Baudenkmale in Bengerstorf sind alle Baudenkmale der Gemeinde Bengerstorf (Landkreis Ludwigslust-Parchim) und ihrer Ortsteile aufgelistet (Stand: Januar 2021).

## Bretzin
| ID | Lage       | Bezeichnung | Beschreibung | Bild       |
| -- | ---------- | ----------- | ------------ | ---------- |
|    | 31 (Karte) | Bauernhaus  |              | Bauernhaus |

## Groß Bengerstorf
| ID | Lage                        | Bezeichnung                                                                        | Beschreibung | Bild          |
| -- | --------------------------- | ---------------------------------------------------------------------------------- | ------------ | ------------- |
|    | Zölkower Weg 2 (Karte)      | Backsteinhaus                                                                      |              | Backsteinhaus |
|    | Dorfstraße 13 (Karte)       | Scheune                                                                            |              |               |
|    | Dorfstraße 21 (Karte)       | Hof 13, Hallenhaus mit Scheune                                                     |              |               |
|    | Sandweg 1 (Karte)           | Büdnerei                                                                           |              |               |
|    | Beckendorfer Weg 11 (Karte) | Hallenhaus                                                                         |              |               |
|    | Dorfstraße 20 (Karte)       | Hofanlage mit Hallenhaus, Feldsteinmauer, Scheune, Nebengebäude und Hofpflasterung |              |               |
|    | Zölkow (Karte)              | Hallenhaus mit 2 Wirtschaftsgebäuden                                               |              |               |

## Klein Bengerstorf
| ID | Lage                   | Bezeichnung          | Beschreibung | Bild    |
| -- | ---------------------- | -------------------- | ------------ | ------- |
|    | Hauptstraße 14 (Karte) | Scheune              |              | Scheune |
|    | Hauptstraße 17 (Karte) | Hallenhaus           |              |         |
|    | Köterbusch 3 (Karte)   | niederdt. Hallenhaus |              |         |

## Wiebendorf
| ID | Lage                        | Bezeichnung | Beschreibung | Bild           |
| -- | --------------------------- | --- | ------------ | -------------- |
|    | Lange Straße 1 (Karte)      | Wohnhaus |              | Wohnhaus       |
|    | Lange Straße 2 (Karte)      | Wohnhaus |              |                |
|    | Lange Straße 3 (Karte)      | Wohnhaus |              |                |
|    | Lange Straße 4 (Karte)      | Wohnhaus |              |                |
|    | Lange Straße 14/15 (Karte)  | Wohnhaus (ehem. Gärtnerhaus) |              |                |
|    | Lange Straße 18 (Karte)     | ehem. Orangerie mit Resten der Schloßgartenmauer |              |                |
|    | Lange Straße 20 (Karte)     | Wohnhaus |              |                |
|    | Lange Straße 21 (Karte)     | Wohnhaus |              | Wohnhaus       |
|    | Lange Straße 22a/b (Karte)  | Wohnhaus |              |                |
|    | Lange Straße 23 (Karte)     | Wohnhaus |              | Wohnhaus       |
|    | Lange Straße 13 a/b (Karte) | ehem. Pumpenhaus / alter Teil Gemeindehaus (Flurst.: 83) |              |                |
|    | (Karte)                     | ehem. Wirtschaftshof der Gutsanlage mit Resten der Schloßgartenmauer (Flurst.: 83 und 84), mit ehem. Pferdestall mit Wasserturm – Lange Straße 27, Flurstück: 67/1), ehem. Hühnerstall (falsche Erfassung als Inspektorhaus) - Lange Str.28a - Flurstück: 66/3, 2 Wirtschaftsgebäuden (1 Wirtschafts-gebäude 1994 abgebrannt - v.A. gestr.), 1 Wirtschaftsgebäude – Lange Straße 26/26a – Flurstück: 66/5 und 66/2und ehem. Schmiede - Lange Str. 26 - Flurst.: 66/4) und Wohnhaus (Mietshaus, Lange Straße 28, Flurstück: 66/8) |              | Weitere Bilder |